# Maszynka do Mięsa

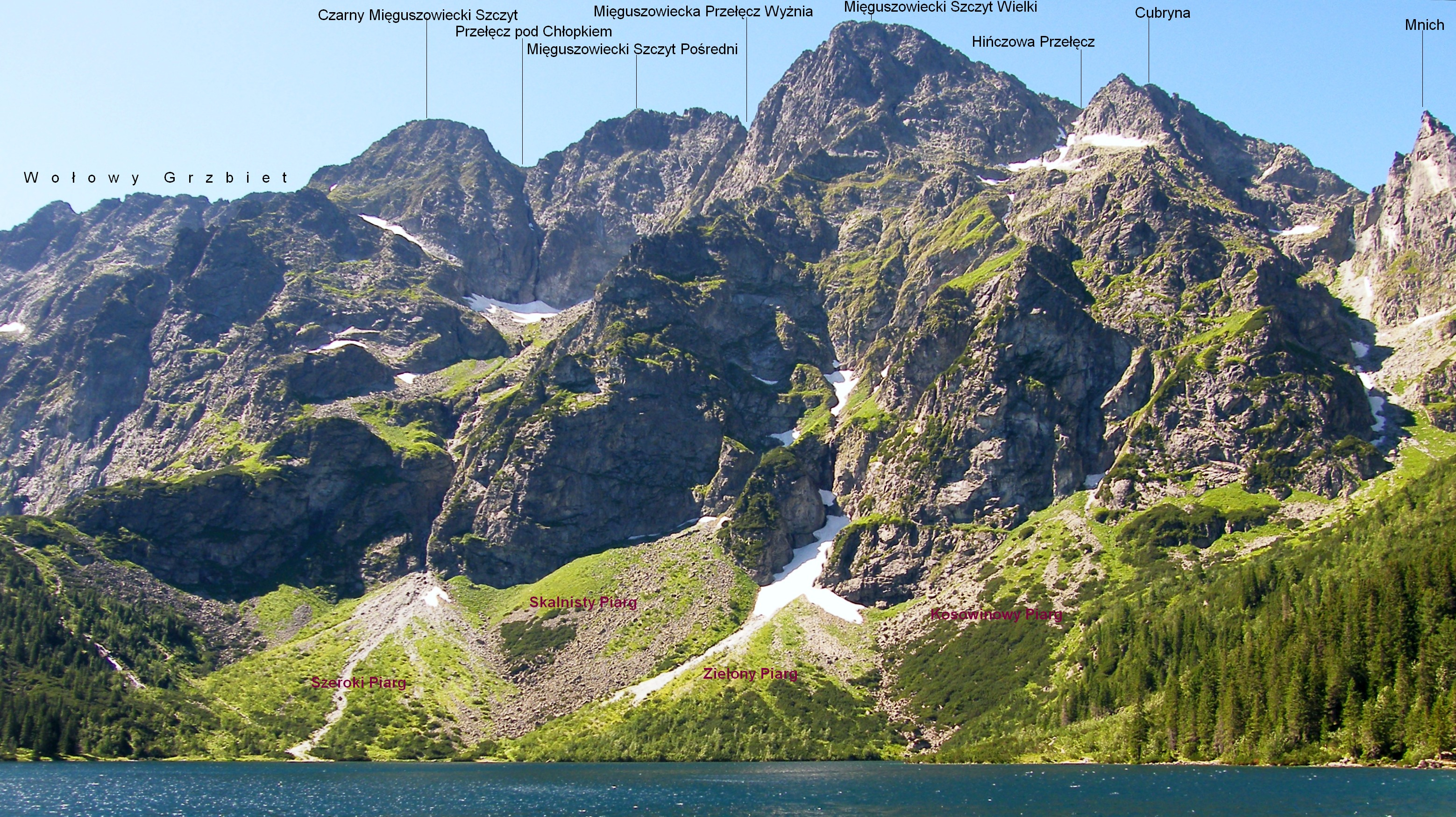
Maszynka do Mięsa powyżej Szerokiego Piargu

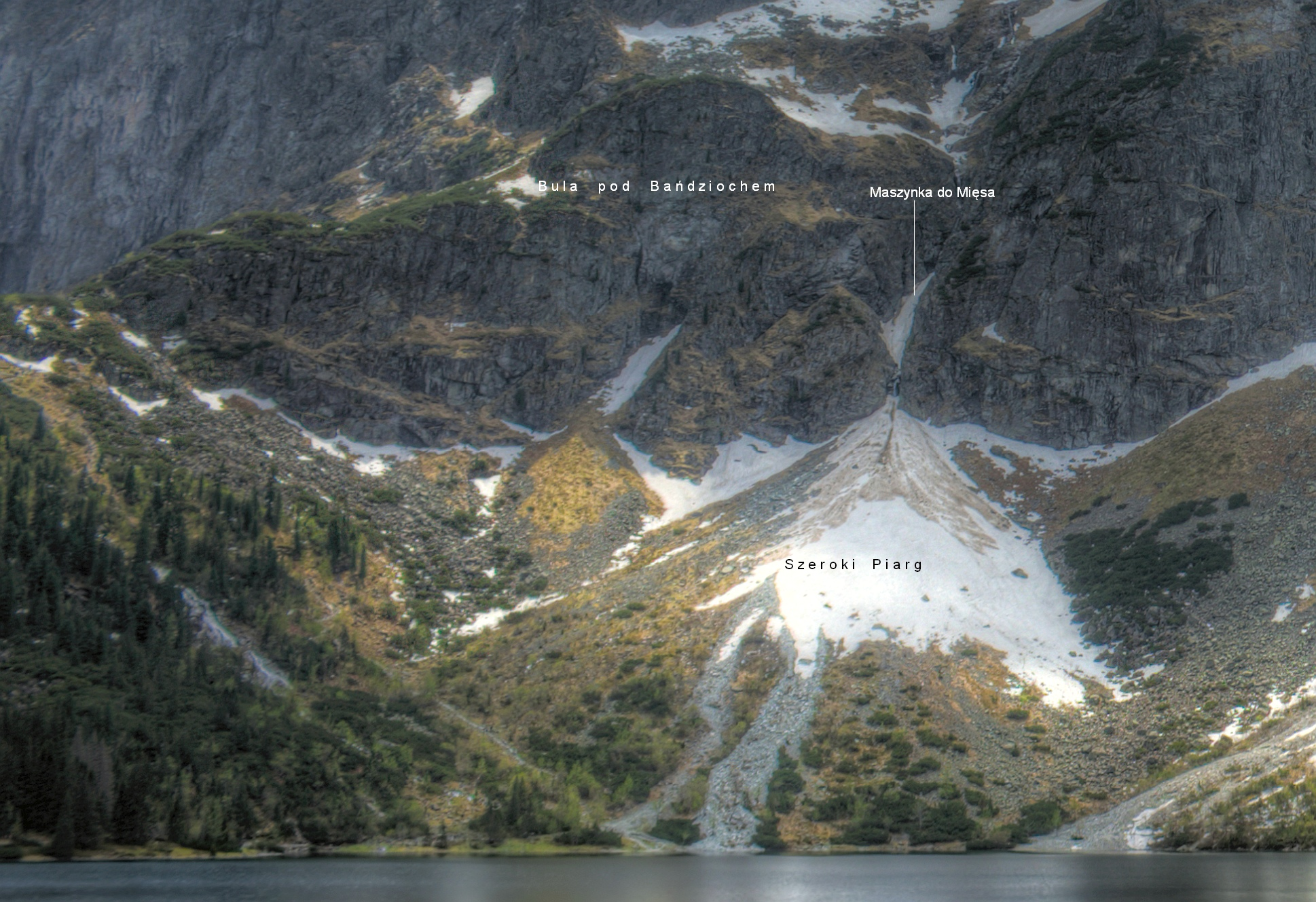

Maszynka do Mięsa – wielkie żlebisko opadające z dolnej części Bańdziocha do Szerokiego Piargu nad Morskim Okiem w Tatrach Polskich. Pomiędzy gardzielą Maszynki do Mięsa a Bańdziochem znajduje się piarżysto-trawiasty kociołek z trzech stron otoczony ściankami o wysokości około 30 m. Spadają do niego zazwyczaj ubogie w wodę dwa wodospady. Przez lewą ze strug wodnych zasilających te wodospady, zwaną Potoczkiem, prowadzi znakowany szlak turystyczny na Przełęcz pod Chłopkiem. Poniżej kociołka strugi łączą się w jeden wodospad o wysokości 40 m spadający czeluścią Maszynki do Mięsa. Zimą obydwa górne i jeden dolny wodospad stają się lodospadami, na których trenują wspinacze. Prawie nigdy jednak nie jest to miejsce bezpieczne; Maszynka do Mięsa stanowi wylot ogromnej depresji pod Mięguszowieckimi Szczytami i spada nią wszystko z ich północnych ścian – woda, lawiny śnieżne i kamienne. Na przykład lawina kamienna, która Maszynką do Mięsa spadła 5 sierpnia 2001 roku była tak potężna, że dotarła do brzegu Morskiego Oka i zasypała szlak turystyczny, tworząc na nim kamienny wał o wysokości 2 m i szerokości 12 m. Nikt nie zginął, gdyż ulewny deszcz w tym dniu odstraszył turystów i taterników. Zimą jednak lawiny śnieżne zsuwają się dużo częściej i stanowią zagrożenie także dla turystów idących szlakiem nad Czarny Staw pod Rysami.
Maszynką do Mięsa wspinają się taternicy tylko zimą. Jej progi i wodospady powodują, że latem jej dolna część do odgałęzienia Żlebu Ratowników nie została zdobyta. Maszynka do Mięsa ma swoje górne przedłużenie – jest nim żleb Wyżnia Maszynka opadający z Przełączki nad Maszynką w Mięguszowieckim Filarze do bocznej ściany Maszynki do Mięsa.

## Drogi wspinaczkowe
Przez Maszynkę do Mięsa prowadzą dwie drogi wspinaczkowe (tylko dla taterników). Władysław Cywiński ostrzegał: miejsce bardzo lawiniaste. W warunkach złych należy go unikać jak diabeł święconej wody:
1. Z Wielkiego Piargu przez Maszynę do Mięsa; 0 w skali tatrzańskiej, deniwelacja ok. 170 m, czas przejścia 30 min,
2. Przez lodospad (zimą); kąt nachylenia 80–90 stopni[1].